# Ratusz w Śląskiej Ostrawie
Ratusz w Śląskiej Ostrawie (cz. Slezskoostravská radnice) – ratusz miejski wybudowany w latach 1911–1913 w miasteczku Polska Ostrawa, obecnej Śląskiej Ostrawy, części miasta Ostrawy.
Przez tereny Ostrawskiego pod koniec XIX i w pierwszej połowie XX wieku przeszła fala budowy ratuszy miejskich. Do powstałych w tamtym czasie obiektów należy ratusz w Przywozie (obecnie siedziba Archiwum Miasta Ostrawa), w Witkowicach lub młodszy i o wiele większy Nowy Ratusz w centrum miasta – symbol dzisiejszej Ostrawy.
Do celów reprezentacyjnych zdecydowanie nie wystarczał już przebudowany w 1897 w neobarokowym stylu budynek gminny. Dlatego pod kierownictwem ówczesnego starosty inż. Jana Poppego zdecydowano o budowie nowego ratusza na gruncie przylegającym do starego – na Zamościu. Na początku 1910 roku gmina zorganizowała konkurs architektoniczny na projekt obiektu. Trzecie miejsce zyskał klasycyzujący projekt Antonína Papeže. Drugie miejsce pod hasłem „Hanna” zajął Viktorin Šulc z Pilzna proponujący formę późnego historyzmu. Budowa ratusza przebiegła w latach 1911–1913 według poprawionych planów przez V. Šulca oraz kierownika wydziału budowlanego urzędu gminnego inż. Jaroslava Volenca i jego asystenata Františka Doležela, a także budowniczego Juliusa Vysloužila. W efekcie powstała eklektyczna forma ratusza złożona z kombinacji form czeskiego neorenesansu z innymi historyzującymi pierwiastkami, dopełnionymi o secesyjne akcenty, zwłaszcza we wnętrzach. Główna klatka schodowa (do pierwszego piętra) oraz tam położona sala są tego typowym przykładem. Do wartościowych części należą belki z inskrypcjami przy schodach wejściowych, oświetlenie schodów głównych i przede wszystkim rozwiązanie i oświetlenie sali reprezentacyjnej. I chociaż ratusz nie należy do przełomowych dzieł architektonicznych, to swoim wyglądem i skalą tworzył z okolicznymi domami malowniczą i wyważoną całość.
Mniej więcej w połowie minionego wieku w jego otoczeniu zaczęły wyraźniej przejawiać się wpływy szkód górniczych. Do destrukcji stosunkowo nowej zabudowy Zamościa przyczyniła się także koncepcja urbanistyczna przeprowadzenia u podnóża ratusza na prawym brzegu Ostrawicy trasy przelotowej Północ – Południe. To w definitywny sposób zdecydowało o charakterze tej części Śląskiej Ostrawy.
Z punktu widzenia administracyjnego, budynek nie był tylko siedzibą urzędu gminnego, a od roku 1920 miejskiego urzędu Śląskiej Ostrawy. W październiku 1918 przejściowo stał się centrum nowo powstałych urzędów czechosłowackich ds. Śląska Cieszyńskiego. Jednak w miarę upływu czasu kompetencje administracji zostały całkowicie odmiennie rozdzielone. W 1941 roku Śląska Ostrawa została połączona z Morawską Ostrawą, a zaraz po zakończeniu II wojny przemianowana na Ostrawę. Obecnie w ratuszu ma swoją siedzibę urząd Śląskiej Ostrawy, który wykorzystuje ją jako pomieszczenie reprezentacyjne. Ratusz do dziś jest przykładem dobrze zachowanego zabytku z pierwszej połowy XX wieku świadczącego o miejskich ambicjach, tendencjach modernizacyjnych z czasów przekształcania się samorządu z lokalnego w dzielnicowy.

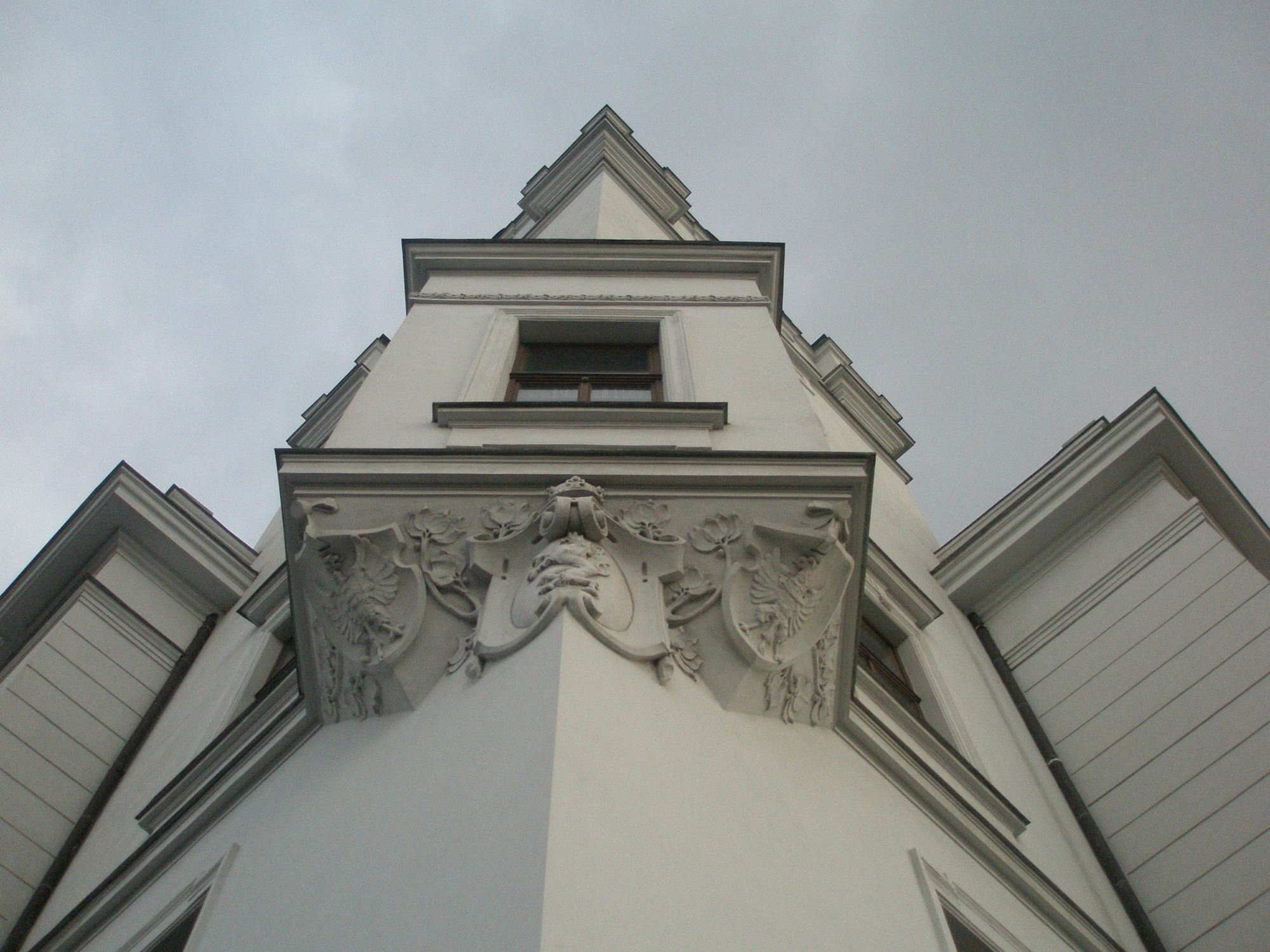
Ratusz w Śląskiej Ostrawie
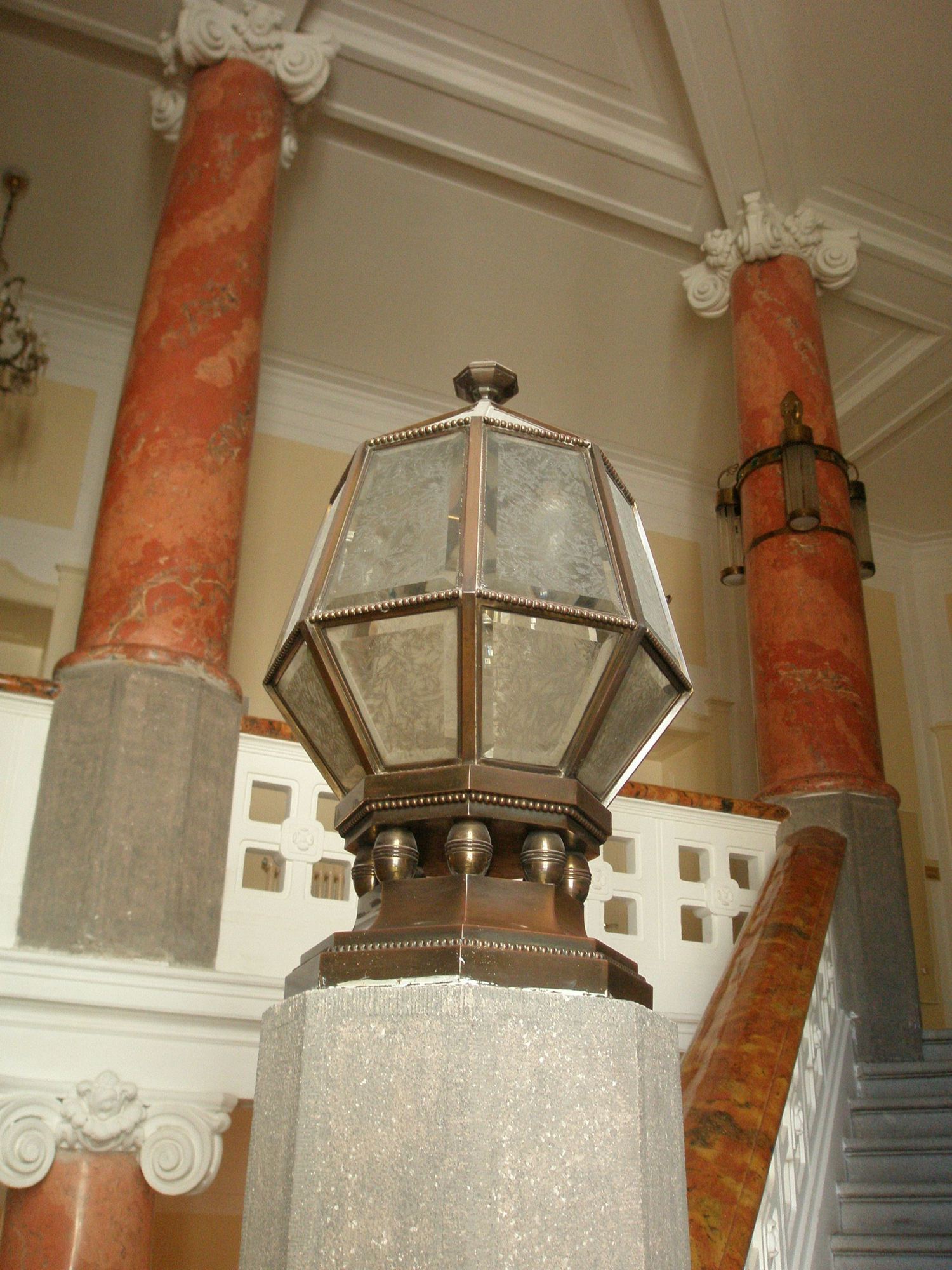
Ratusz w Śląskiej Ostrawie
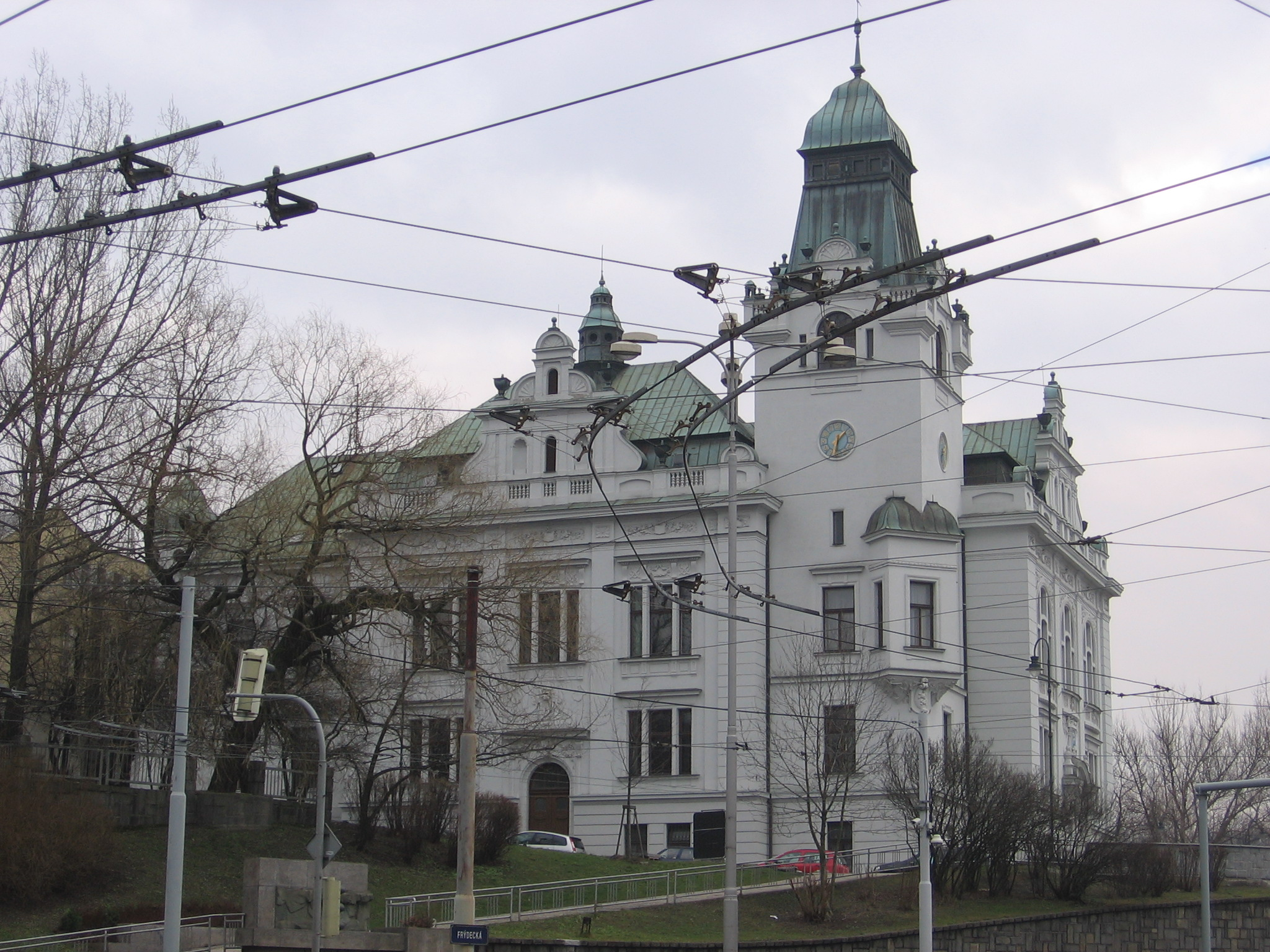
Ratusz w Śląskiej Ostrawie